# Уилсънвил (град, Орегон)
Уилсънвил (на английски: Wilsonville) е град в окръг Клакамас, щата Орегон, САЩ. Уилсънвил е с население от 13991 жители (2000) и обща площ от 17,9 km². Намира се на 47 m надморска височина. ЗИП кодът му е 97070, а телефонният му код е 503, 971.